# Filip Novák
Filip Novák (Přerov, 26 de junio de 1990) es un futbolista checo que juega en la demarcación de defensa para el F. K. Jablonec de la Liga de Fútbol de la República Checa.

## Selección nacional
Tras jugar con la selección de fútbol sub-19 de República Checa, la sub-20 y la sub-21, finalmente hizo su debut con la selección absoluta el 31 de marzo de 2015 en un encuentro amistoso contra Eslovaquia que finalizó con un resultado de 1-0 tras el gol de Ondrej Duda.

### Goles internacionales
| # | Fecha                   | Estadio                                  | Oponente   | Gol | Resultado | Competición                                          |
| - | ----------------------- | ---------------------------------------- | ---------- | --- | --------- | ---------------------------------------------------- |
| 1 | 8 de octubre de 2017    | Doosan Arena, Pilsen, República Checa    | San Marino | 4–0 | 5-0       | Clasificación para la Copa Mundial de Fútbol de 2018 |
| 2 | 11 de noviembre de 2021 | Andrův stadion, Olomouc, República Checa | Kuwait     | 5–0 | 7-0       | Amistoso                                             |

## Clubes
| Club                  | País                   | Año       | Partidos | Goles |
| --------------------- | ---------------------- | --------- | -------- | ----- |
| F. C. Tescoma Zlín    | República Checa        | 2009-2011 | 60       | 9     |
| F. K. Baumit Jablonec | República Checa        | 2011-2015 | 143      | 24    |
| F. C. Midtjylland     | Dinamarca              | 2015-2018 | 96       | 16    |
| Trabzonspor           | Turquía                | 2018-2020 | 89       | 19    |
| Fenerbahçe S. K.      | Turquía                | 2020-2022 | 51       | 4     |
| Al-Jazira S. C.       | Emiratos Árabes Unidos | 2022-2023 | 14       | 0     |
| S. K. Sigma Olomouc   | República Checa        | 2023-2024 | 13       | 2     |
| F. K. Jablonec        | República Checa        | 2025-     | 5        | 0     |

## Palmarés

### Títulos nacionales
| Título                          | Club                  | País            | Año  |
| ------------------------------- | --------------------- | --------------- | ---- |
| Copa de la República Checa      | F. K. Baumit Jablonec | República Checa | 2013 |
| Supercopa de la República Checa | F. K. Baumit Jablonec | República Checa | 2013 |
| Superliga de Dinamarca          | F. C. Midtjylland     | Dinamarca       | 2018 |
| Copa de Turquía                 | Trabzonspor           | Turquía         | 2020 |